# Platyroptilon jarujini
Platyroptilon jarujini är en tvåvingeart som beskrevs av Papp 2006. Platyroptilon jarujini ingår i släktet Platyroptilon och familjen platthornsmyggor.
Artens utbredningsområde är Thailand. Inga underarter finns listade i Catalogue of Life.